# Anja Klotzsche
Anja Klotzsche (* 7. August 1985 in Schlema) ist eine deutsche Hydrogeophysikerin. Seit September 2021 ist sie Professorin für Hydrogeophysik an der Universität zu Köln und am Forschungszentrum Jülich, wo sie die Forschungsgruppe Multi-scale geophysics of soil-plant systems leitet.

## Laufbahn
Klotzsche studierte von 2004 bis 2007 Geophysik an der TU Bergakademie Freiberg. Anschließend absolvierte sie den Joint Master in Applied Geophysics an der Technischen Universität Delft, der ETH Zürich und der RWTH Aachen und promovierte von 2009 bis 2013 am Forschungszentrum Jülich und der RWTH Aachen. Der Titel ihrer Doktorarbeit lautete Full-waveform inversion of crosshole GPR data for hydrogeological applications. Im August 2021 wurde sie nach dem sogenannten Jülicher Modell als Professorin für Hydrogeophysik an die mathematisch-naturwissenschaftliche Fakultät der Universität zu Köln in Zusammenarbeit mit dem Forschungszentrum Jülich berufen.
Klotzsche führte daneben ein dreimonatiger Forschungsaufenthalt während ihrer Promotionsphase an die Boise State University in Idaho. Im Jahr 2015 besuchte sie als Gastwissenschaftlerin im Rahmen jeweils mehrmonatiger Aufenthalte die University of Edinburgh, das Lawrence Berkeley National Laboratory in Kalifornien, die Universität Paris-Süd und die University of Waterloo.

## Forschungsschwerpunkte
Während ihres Masterstudiums und ihrer Promotion beschäftigte sich Klotzsche mit der Anwendung und Weiterentwicklung der Inversion der vollen Wellenform (engl.: full-waveform inversion, FWI) von Bodenradardaten. Sie nutzte diese Methode, um Grundwasserleiter hochauflösend im Dezimeterbereich darzustellen, da kleinskalige Strukturen in diesem Größenbereich einen großen Einfluss auf die Fließ- und Transportwege im Grundwasserleiter haben. Durch die Nutzung aller Informationen aus den Bodenradardaten konnte Klotzsche mit dieser Methode zeitlich und räumlich bessere Auflösungen erreichen als mit herkömmlichen Methoden. Zudem untersuchte Klotzsche auch die Ausbreitung der für die Methode verwendeten elektromagnetischen Welle und trug damit zur Grundlagenforschung im Bereich der Analyse von Bodeneigenschaften bei.
Seit 2021 beschäftigt sie sich mit der Entwicklung der zwei- und dreidimensionalen FWI für Bodenradardaten, um Boden-Pflanzen-Systeme und die Interaktion zwischen Boden und Pflanzen zu verstehen. Außerdem nutzt sie die FWI für die Untersuchung von Torfböden und entwickelt hochfrequente Multikanal-Bodenradarsysteme für Lysimeter.

## Auszeichnungen
Klotzsche wurde für ihre Forschung mit zahlreichen Preisen ausgezeichnet. Während ihrer Promotion erhielt sie zweimal den Young Scientist Best Paper Award der International Conference on Ground Penetrating Radar. Beim SEG-AGU Hydrogeophysics Workshop wurde ihr 2012 der Tomography Bake-Off Prize verliehen. Im Jahr 2014 bekam sie den 3. Preis des Geoverbund ABC/J-Forschungspreises für NachwuchswissenschaftlerInnen. Für ihre herausragende Doktorarbeit wurde Klotzsche 2014 mit dem Helmholtz-Doktorandenpreis für den Forschungsbereich Erde und Umwelt und 2015 mit dem Jülicher Exzellenzpreis ausgezeichnet. Im Jahr 2020 erhielt sie den Near-Surface Geophysics Early Career Achievement Award der American Geophysical Union (AGU).

## Publikationen
- mit Nils Gueting, Thomas Vienken, Jan van der Kruk, Jan Vanderborght, Harry Vereecken, Jef Caers und Andreas Englert: High resolution aquifer characterization using crosshole GPR fullwaveform tomography: Comparison with direct-push and tracer test data. In: Water Resources Research. Band 53, Nr. 1, 10. Januar 2017, doi:10.1002/2016WR019498, S. 49–72.
- mit F. Jonard, M. C. Looms, Jan van der Kruk und J. A. Huisman: Measuring soil water content with ground penetrating radar: a decade of progress. In: Vadose Zone Journal. Band 17, Nr. 1, 2. Juli 2018, doi:10.2136/vzj2018.03.0052, ISSN 1539-1663, S. 1–9.
- mit Jan van der Kruk und Harry Vereecken: Review of crosshole GPR fullwaveform inversion of experimental data: Recent developments, challenges and pitfalls. In: Geophysics. Band 84, Nr. 6, 2019, S. H13–H28.
- mit L. Lärm, Jan Vanderborght, G. Cai, T. Shehan, Harry Vereecken und Jan van der Kruk: Monitoring soil water content using time-lapse horizontal borehole GPR data at the field plot-scale. In: Vadose Zone Journal. Band 18:190044, 2019, doi:10.2136/vzj2019.05.0044.
- mit dal Bo, I., R. Bol, G. Moradi, L. Weihermüller, Harry Vereecken und Jan van der Kruk: GPR and EMI characterization of the hyperarid study site of Yungay, Chile: Implications of applying geophysical methods on Mars. In: Earth and Space Science. Band 8, e2021EA001790, 2021, doi:10.1029/2021EA001790.